# Nová Sedlica

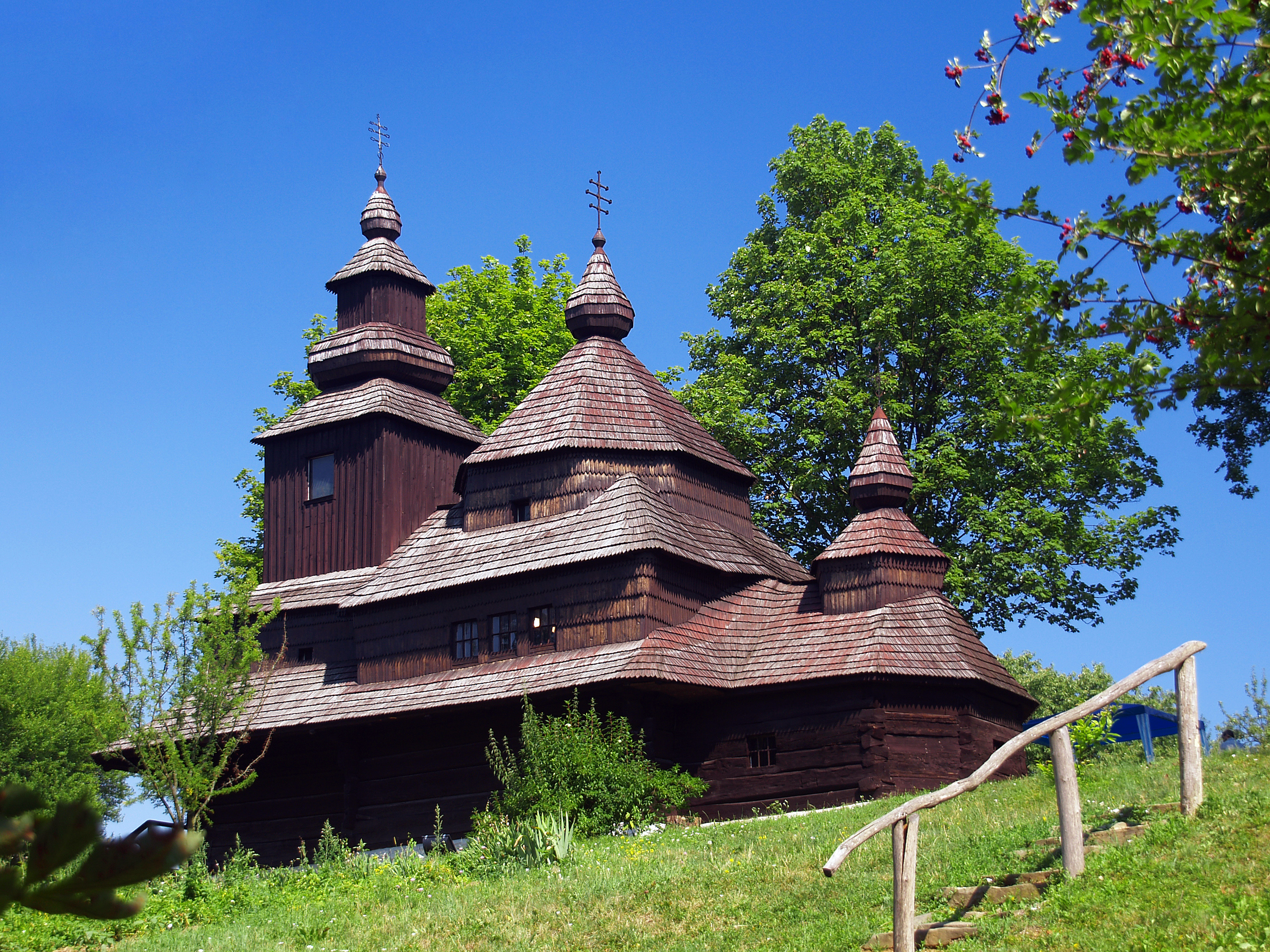
Cerkiew z Novej Sedlicy w muzeum w Humennem

Nová Sedlica (rus. Новоселиця – Novoselycja) – wieś (obec) na Słowacji położona w kraju preszowskim, w powiecie Snina. Najbardziej na wschód wysunięta miejscowość Słowacji.

## Historia
Pierwsze wzmianki o miejscowości pochodzą z 1630 roku. W Novej Sedlicy znajdowała się wybudowana w 1764 roku drewniana cerkiew greckokatolicka św. Michała Archanioła, która została w 1976 roku przeniesiona do muzeum w Humenném.
Według danych z dnia 31 grudnia 2012 roku, wieś zamieszkiwały 284 osoby, w tym 136 kobiet i 148 mężczyzn.
W 2001 roku rozkład populacji względem narodowości i przynależności etnicznej wyglądał następująco:
- Słowacy – 86,94%
- Czesi – 0,89%
- Rusini – 5,04%
- Ukraińcy – 2,08%

Ze względu na wyznawaną religię struktura mieszkańców kształtowała się w 2001 roku następująco:
- Katolicy rzymscy – 1,78%
- Grekokatolicy – 2,67%
- Ewangelicy – 0,3%
- Prawosławni – 78,93%
- Ateiści – 3,26%
- Nie podano – 5,04%